# Muur van Jericho
De Muur van Jericho bestaat uit een aantal elkaar opvolgende verdedigings- of overstromingsmuren gebouwd in Tell es-Sultan bij Jericho vanaf het Prekeramisch Neolithicum A (rond 8000 v.Chr.) tot de late bronstijd. Indien hij geïnterpreteerd kan worden als een stedelijk verdedigingswerk, is de muur van Jericho de oudst bekende stadsmuur ter wereld.

## Uitgravingen
Bij een eerste opgraving in 1868 vond Charles Warren slechts muren van leemsteen waarvan hij het belang niet zag.
Tussen 1907 en 1909 vonden Ernest Sellin en Carl Watzinger de overblijfselen van twee muren die volgens hen het bijbelse verslag van de verovering van Jericho ondersteunden. Later herzagen ze deze conclusie en dateerden hun vondsten tot de midden-bronstijd (1.950-1.550 v.Chr.).
De site werd tussen 1930 en 1936 opnieuw opgegraven door John Garstang, die opnieuw de suggestie uitte dat de bovenste restanten de in de Bijbel beschreven muur vertegenwoordigden.
Kathleen Kenyon hervatte de opgravingen tussen 1952 en 1958 en vond geen verdedigingsmuur of aardewerk uit de late bronstijd. Bij haar opgravingen werd een reeks van zeventien vroege bronstijdmuren gevonden, waarvan sommige vermoedelijk door aardbevingen waren verwoest. De laatste van de muren was haastig opgericht, wat aangeeft dat de nederzetting was verwoest door nomadische indringers. Een latere muur werd in de midden-bronstijd gebouwd door een meer verfijnde cultuur. Deze had een steile gepleisterde helling die naar de leemstenen leidde. Hierna was er een hiaat, tot later materiaal uit de ijzertijd (7e eeuw v.Chr.).
Kenyon vond geen substantieel bewijs voor een hernieuwde bewoning in de late bronstijd, ten tijde van Jozua en het bijbelse verhaal van de slag bij Jericho. Dit kwam overeen met de eerdere verklaring van Watzinger dat "Jericho in de tijd van Jozua een hoop ruïnes was, waarop misschien een paar geïsoleerde hutten stonden".
Misschien wel de belangrijkste ontdekking was het bewijs dat de vroegste muur dateerde uit ongeveer 8000 v.Chr. Met materiaal van niveau IV, fase III van de site is radiokoolstof-gedateerd op 7.825 v.Chr. Deze periode wordt het Prekeramisch Neolithicum A genoemd, een late fase van het stenen tijdperk dat vóór het gebruik van aardewerk in het Midden-Oosten bestond. De muur wordt beschouwd als onderdeel van een vroege proto-stad. Het omringde en beschermde een neolithische nederzetting met een georganiseerde gemeenschap van tussen de 2.000 en 3.000 mensen.

## Constructie
De neolithische muur werd aangevuld met een stenen toren die erin was gebouwd. De muur is mogelijk gebouwd om overstromingen te voorkomen en de toren werd misschien gebruikt voor ceremoniële doeleinden. De afmetingen van de muur (ongeveer 1,5 tot 2 m dik en 3,7 tot 5,2 m hoog, de toren is 8,5 m hoog) suggererren echter ook een defensief doel.
De bouw van een dergelijk project impliceert een zeker niveau van sociale organisatie. Rondom de muur was een 8,2 m brede en 2,7 m diepe greppel, uit massief gesteente gehouwen, met een omtrek rond de stad van 600 m. Kenyon zei hierover: "Het werk dat betrokken was bij het uitgraven van deze greppel uit vast gesteente moet enorm zijn geweest. Aangezien we niets hebben gevonden op het gebied van zware vuurstenen pikhouwelen, kan men alleen maar veronderstellen dat het werd uitgevoerd met stenen hamers, misschien geholpen door splijten met behulp van vuur en water."
De stad Jericho, die ongeveer 2,5 hectare groot was, ontstond ongeveer 500 jaar vóór de bouw van de muur. Er zijn zelfs aanwijzingen dat de bouw begon in het epipaleolithicum, nog voor de eerste landbouw. De stad bevatte ronde huizen van leemstenen, maar er was geen stratenplan. Ondanks de muur en de toren was Jericho nog steeds een "proto-stad", net als Çatalhöyük.

## Toren
Over het doel van de toren wordt nog steeds gespeculeerd. Archeologen Ran Barkai en Roy Liran gebruikten computers om zonsondergangen te reconstrueren en ontdekten onlangs dat toen de toren van Jericho werd gebouwd, de nabijgelegen bergen er op de langste dag van het jaar bij zonsondergang een schaduw op wierpen. De schaduw viel precies op de toren en spreidde zich vervolgens uit over het hele dorp Jericho.
In een artikel in de Jerusalem Post betoogde Barkai dat het bouwwerk werd gebruikt om ontzag en inspiratie te creëren en mensen te overtuigen tot een hardere manier van leven, met de ontwikkeling van landbouw en sociale hiërarchieën, en een van de mechanismen was om mensen te motiveren deel te nemen aan een gemeenschappelijke levensstijl.